# 데어데블 (영화)
《데어데블》(영어: Daredevil)은 2003년 공개된 미국의 슈퍼히어로 영화로, 동명의 마블 코믹스를 영화화한 작품이다. 벤 애플렉이 어린 시절 방사능 폐기물에 노출돼 실명한 후 초인적인 능력을 갖게 된 정의의 변호사인 주인공 맷 머독(데어데블)을 맡았고, 제니퍼 가너가 히로인이자 데어데블의 사랑을 받는 엘렉트라 나치오스를, 콜린 패럴이 냉혹한 암살자 불스아이를, 데이비드 키스가 머독의 아버지를, 마이클 클라크 덩컨이 윌슨 피스크(킹핀)를 연기했다.
2005년 엘렉트라 나치오스의 이야기를 그린 스핀오프 영화 《엘렉트라》가 개봉하였다.

## 줄거리
어린 시절, 어린 맷 머독은 아버지이자 은퇴한 권투 선수인 "악마" 잭 머독이 지역 폭력배 두목 에디 팔론에게서 돈을 갈취하는 것을 목격한 직후 방사성 폐기물에 의해 우연히 실명하게 된다. 그럼에도 불구하고 맷의 남은 감각들은 극적으로 향상되어 초인적인 민첩성과 소나와 같은 청각을 갖게 된다. 아들의 사고에 책임감을 느낀 잭은 범죄 생활을 포기하고 권투 경력에 다시 전념하기로 결심하여 극적인 재기에 성공한다. 나중에 팔론은 이전 상대들에게 돈을 주고 승리하게 하여 잭의 재기를 도왔다고 밝힌 후, 다음 경기에서 져달라고 잭에게 돈을 주려 하고 그가 거절하자 살해한다.
몇 년 후, 성인이 된 맷은 친구 프랭클린 "포기" 넬슨과 함께 헬스키친에서 변호사로 일하며, 자신이 실제 무죄라고 믿는 의뢰인들에게 프로 보노 법률 대리를 제공한다. 밤에는 가면을 쓴 자경단원 "데어데블"로 범죄와 싸운다. 데어데블의 활약을 기록하는 뉴욕 포스트 기자 벤 유릭은 도시의 모든 조직 범죄를 통제하는 것으로 알려진 그림자 같은 지하 세계 인물 "킹핀"에 대한 일련의 기사로 주목을 받는다. 유릭이 모르는 사이에 킹핀은 실제로는 합법적인 사업가로 위장한 잔인한 폭력배인 윌슨 피스크이다.
맷은 무술에 능숙한 그리스계 미국인 여성 엘렉트라 나치오스와 사랑에 빠지지만, 그녀가 피스크의 부관인 니콜라스 나치오스의 딸이라는 것을 모른다. 나중에 나치오스가 피스크와의 관계를 끊으려 하자 피스크는 초자연적인 조준 능력을 가진 히트맨 불스아이를 고용하여 그를 죽인다. 불스아이는 데어데블의 무기화된 곤봉을 훔쳐 나치오스를 찔러 죽이고 데어데블에게 죄를 뒤집어씌운다. 그 후 유릭은 맷이 곤봉을 흰지팡이로 위장한다는 사실을 깨닫고 맷이 데어데블이라는 것을 알아낸다.
데어데블이 아버지의 살해에 책임이 있다고 믿는 엘렉트라는 그를 죽여 복수하려 한다. 한편 불스아이는 피스크로부터 엘렉트라를 죽이라는 임무를 받는다. 불스아이는 데어데블을 추적하여 그에게 싸움을 건 후 어깨를 찔러 무력화시킨다. 데어데블은 자신이 아버지를 죽이지 않았다고 항변하지만 엘렉트라는 강제로 가면을 벗겨 그가 맷이라는 것을 깨닫기 전까지는 듣지 않는다. 잠시 후 불스아이가 엘렉트라를 추적하자 맷은 불스아이가 그녀를 죽이는 것을 무력하게 지켜볼 수밖에 없었다.
부상당한 맷은 교회당으로 피신하지만 불스아이는 큰 소리에 대한 그의 약점을 이용하여 그를 기습한다. 경찰이 교회당을 에워싸자 불스아이는 킹핀이 맷의 아버지를 죽였다고 밝히고 그의 시신에 명함으로 장미를 남겼다고 말한다. 곧 맷은 우위를 점하고 NYPD ESU 저격수가 그의 양손을 쏴서 강력한 조준 능력을 빼앗은 후 불스아이를 종탑에서 던져버린다.
엘렉트라와 아버지의 복수를 다짐한 맷은 피스크의 사무실에서 그를 기습한다. 이어진 싸움에서 그는 스프링클러 헤드에서 쏟아진 물에 피스크가 흠뻑 젖자 그의 소나 청각을 사용하여 피스크를 보고 그의 잔인한 힘에 궁극적으로 승리한다. 대결 중에 피스크는 팔론의 명령으로 잭을 죽였으며 엘렉트라의 죽음은 단지 희생일 뿐이었다고 인정한다. 경찰이 피스크를 체포하기 위해 도착하자 그는 데어데블의 정체를 세상에 밝히겠다고 위협하지만 맷은 아무도 데어데블이 맹인이라는 것을 믿지 않을 것이라고 지적한다.
엘렉트라의 죽음 얼마 후, 맷은 그들 둘이 처음 키스했던 자신의 아파트 옥상을 방문하고 뜻밖에도 엘렉트라의 이름이 점자로 새겨진 목걸이를 발견하는데, 이는 그녀가 아직 살아있을 수 있음을 암시한다. 유릭은 데어데블의 정체를 밝히는 기사를 발행하려 하지만 마지막 순간에 마음을 바꿔 데어데블의 노력이 도시를 개선했다는 것을 마침내 받아들인다. 그는 뉴욕 포스트 사무실을 나와 밤거리에 서서 맷이 옥상에 있는 것을 보고 "잡아, 맷"이라고 말하고, 데어데블은 고개를 끄덕이며 건물을 뛰어넘어 야간 범죄 퇴치 일과를 추구한다. 다른 곳에서는 심하게 붕대를 감은 불스아이가 삼엄하게 경비되는 병실에서 깨어나 주사기 바늘로 파리를 죽인다.

## 출연진
- 벤 애플렉 - 맷 머독 / 데어데블 역
  - 스콧 테라 - 어린 머독 역
- 제니퍼 가너 - 엘렉트라 나치오스 역
- 콜린 패럴 - 불스아이 역
- 마이클 클라크 덩컨 - 윌슨 피스크 / 킹핀 역
- 존 패브로 - 포기 넬슨 역
- 조 팬털리아노 - 벤 유릭 역
- 데이비드 키스 - 잭 머독 역
- 릴런드 오서 - 웨슬리 오언 웰치 역
- 레니 로프틴 - 닉 매놀리스 형사 역
- 에릭 아바리 - 니컬러스 나치오스 역
- 엘런 폼페이오 - 캐런 페이지 역
- 스탠 리 - 노인 역 (카메오)
- 케빈 스미스 - 잭 커비 역
- 폴 벤빅터 - 호제이 커사다 역
- 마크 마골리스 - 에디 팰런 역
- 케인 호더 - 팰런의 경호원 역
- 조시 디빈센조 - 조시 역
- 쿨리오 - 단테이 잭슨 역
- 주드 치컬렐라 - 매켄지 역

## 시청 등급
- 대한민국: 15세 관람가

## 수상
- 2003년 제24회 골든 라즈베리상 최악의 남우주연상 수상 (벤 애플렉)
- 2003년 제12회 MTV 무비 어워드 신인 여자배우상 수상 (제니퍼 가너), 최고의 키스상 후보 (애플렉, 가너)[2]